# Федоров Сергій Вікторович
Сергій Вікторович Федоров (рос. Фёдоров Сергей Викторович; нар. 13 грудня 1969, Псков) — російський хокеїст. Триразовий чемпіон світу, срібний і бронзовий призер Олімпіади. Заслужений майстер спорту Російської Федерації.

## Біографія

### Кар'єра
Грати на дорослому рівні Сергій почав ще в сезоні 1986—1987 років у складі московського ЦСКА в чемпіонаті СРСР з хокею. Відомий радянський тренер Віктор Тихонов ставив Федорова в трійку з не менш талановитими молодими гравцями Павлом Буре та Олександром Могильним, як у матчах за клуб так і за збірну СРСР.
1989 року задрафтований «Детройтом» під загальним 74 номером. У 1990 році втік у США для того, щоб грати в НХЛ, ставши одним з численної групи хокеїстів, що вчинили так само. З того ж року починає виступи у своїй новій команді, одразу стаючи одним з лідерів детройтців. Наступні 13 сезонів він грав саме в «місті моторів». За цей час Сергію в трьох сезонах вдавалося стати найкращим бомбардиром команди. Він шість разів брав участь у матчі всіх зірок НХЛ. Входив до так званої «російської п'ятірки», що не мала рівних на льоду. В 1997, 1998, 2002 роках ставав володарем кубку Стенлі, найпрестижнішого трофею в сучасному клубному хокеї. За підсумками сезону 1993—1994 назбирав одразу декілька індивідуальних призів, серед яких найпрестижніші в НХЛ: Гарт Трофі (хокеїст, що вніс найбільший вклад в успіх команди) та Лестер Пірсон Авард (найцінніший гравець сезону на думку самих хокеїстів). Також в 1994 році йому вручили приз Приз Френка Дж. Селке (вручається нападнику, що найкраще проявив себе в обороні). Останній приз Сергій отримав також і в 1996 році. Після закінчення сезону 2002—2003 років, Федоров так і не зміг домовитись з керівництвом Детройту про підписання нового багаторічного контракту, тож йому довелося шукати інші варіанти.
Він їх знайшов у вигляді підписання чотирирічного контракту з клубом Анагайм Майті Дакс. У першому сезоні за нову команду Федоров стає найкращим бомбардиром та снайпером Анагайму і 14 лютого набирає свій тисячний бал за результативність, першим серед росіян. Але «качки» не потрапляють до плей-оф. Це був перший сезон, коли команда в якій грає Федоров не потрапляє до розіграшу кубка Стенлі. До того ж вперше за часів виступів в НХЛ Федоров закінчив регулярний сезон з від'ємним показником корисності. Сезон 2004—2005 в НХЛ не відбувся через локаут, під час якого, на відміну від багатьох інших гравців, Сергій не грав за жодну команду. Після вимушеної перерви на початку сезону 2005—2006 гра у Федорова відверто не пішла (в п'яти поєдинках лише одне очко) і 15 листопада 2005 року його обміняли в Колумбус Блю-Джекетс.
Справи в новій команді пішли трохи краще, але Федорова почали переслідувати невеличкі травми та ушкодження, через які він пропускав левову частину поєдинків сезону і не міг набрати опимальної форми. «Колумбус» плентався в хвості турнірної таблиці і був далекий від потрапляння до плей-оф. На відміну від «синіх жакетів» в сезоні 2007—2008 років «Вашингтон Кепіталс» вперше за останні роки потрапляв до розіграшу кубка Стенлі і потребував підсилення перед іграми на виліт. Тож 26 лютого 2008 року перед дедлайном Федоров перейшов до столичної команди. Вперше з 2003 року він знову грав у плей-оф. Щоправда поступаючись в серії команді «Нью-Йорк Рейнджерс» з рахунком 1:3 і зрівнявши рахунок, столичним так і не вдалось пройти до наступного раунду. Тож Федоров, а заразом і його товариші по команді Олександр Овечкін та Олександр Сьомін відправились на чемпіонат світу з хокею, що відбувався в Канаді. Тренер росіян В'ячеслав Биков вирішив використовувати одноклубників в одній ланці і це принесло результат. В багато чому завдяки зусиллям саме трійки Федорова збірна Росії вийшла в фінал, де в овертаймі здолала господарів змагань. Для Федорова це було вже третє золото чемпіонатів світу. Разом з тим його контракт з «столичними» закінчився і він мав підписувати нову угоду. Сторони мали розбіжності щодо умов договору і все ж керівництво Кепіталс зрештою пристали на вимоги Федорова і запропонували контракт на один рік на $4 мільйони. В останньому, як виявилося, сезоні Федорова в НХЛ, він змушений був пропустити через травми третину матчів та все ж допоміг вашингтонцям вдруге виграти свій дивізіон за підсумками регулярної частини сезону НХЛ. В плей-оф Федоров закинув переможну шайбу в сьомому матчі серії першого раунду розіграшу кубка Стенлі проти все тих же Нью-Йорк Рейнджерс. Щоправда вже після наступного раунду сезон для столичних був завершеним.
Оскільки Сергій знову мав статус вільного агента, він вирішив повернутися назад на Батьківщину і здійснити свою мрію: пограти в одній команді з молодшим братом — Федіром. Для цього він підписав контракт на два роки з командою КХЛ Металург (Магнітогорськ).

## Досягнення

### Статистика виступів
| Сезон                        | Клуб                         | Ліга                         | Регулярна першість           | Регулярна першість           | Регулярна першість           | Регулярна першість           | Плей-оф | Плей-оф | Плей-оф | Плей-оф |
| Сезон                        | Клуб                         | Ліга                         | І                            | Г                            | П                            | О                            | І       | Г       | П       | О       |
| ---------------------------- | ---------------------------- | ---------------------------- | ---------------------------- | ---------------------------- | ---------------------------- | ---------------------------- | ------- | ------- | ------- | ------- |
| 1986-1987                    | ЦСКА                         | СРСР                         | 29                           | 6                            | 6                            | 12                           | -       | -       | -       | -       |
| 1987-1988                    | ЦСКА                         | СРСР                         | 48                           | 7                            | 9                            | 16                           | -       | -       | -       | -       |
| 1988-1989                    | ЦСКА                         | СРСР                         | 44                           | 9                            | 8                            | 17                           | -       | -       | -       | -       |
| 1989-1990                    | ЦСКА                         | СРСР                         | 48                           | 19                           | 10                           | 29                           | -       | -       | -       | -       |
| 1990-1991                    | Детройт Ред-Вінгс            | НХЛ                          | 77                           | 31                           | 48                           | 79                           | 7       | 1       | 5       | 6       |
| 1991-1992                    | Детройт Ред-Вінгс            | НХЛ                          | 80                           | 32                           | 54                           | 86                           | 11      | 5       | 5       | 10      |
| 1992-1993                    | Детройт Ред-Вінгс            | НХЛ                          | 73                           | 34                           | 53                           | 87                           | 7       | 3       | 6       | 9       |
| 1993-1994                    | Детройт Ред-Вінгс            | НХЛ                          | 82                           | 56                           | 64                           | 120                          | 7       | 1       | 7       | 8       |
| 1994-1995                    | Детройт Ред-Вінгс            | НХЛ                          | 42                           | 20                           | 30                           | 50                           | 17      | 7       | 17      | 24      |
| 1995-1996                    | Детройт Ред-Вінгс            | НХЛ                          | 78                           | 39                           | 68                           | 107                          | 19      | 2       | 18      | 20      |
| 1996-1997                    | Детройт Ред-Вінгс            | НХЛ                          | 74                           | 30                           | 33                           | 63                           | 20      | 8       | 12      | 20      |
| 1997-1998                    | Детройт Ред-Вінгс            | НХЛ                          | 21                           | 6                            | 11                           | 17                           | 22      | 10      | 10      | 20      |
| 1998-1999                    | Детройт Ред-Вінгс            | НХЛ                          | 77                           | 26                           | 37                           | 63                           | 10      | 1       | 8       | 9       |
| 1999-2000                    | Детройт Ред-Вінгс            | НХЛ                          | 68                           | 27                           | 35                           | 62                           | 9       | 4       | 4       | 8       |
| 2000-2001                    | Детройт Ред-Вінгс            | НХЛ                          | 75                           | 32                           | 37                           | 69                           | 6       | 2       | 5       | 7       |
| 2001-2002                    | Детройт Ред-Вінгс            | НХЛ                          | 81                           | 31                           | 37                           | 68                           | 23      | 5       | 14      | 19      |
| 2002-2003                    | Детройт Ред-Вінгс            | НХЛ                          | 80                           | 36                           | 47                           | 83                           | 4       | 1       | 2       | 3       |
| 2003-2004                    | Анагайм Дакс                 | НХЛ                          | 80                           | 31                           | 34                           | 65                           | -       | -       | -       | -       |
| 2005-2006                    | Анагайм Дакс                 | НХЛ                          | 5                            | 0                            | 1                            | 1                            | -       | -       | -       | -       |
| 2005-2006                    | Колумбус Блю-Джекетс         | НХЛ                          | 62                           | 12                           | 31                           | 43                           | -       | -       | -       | -       |
| 2006-2007                    | Колумбус Блю-Джекетс         | НХЛ                          | 73                           | 18                           | 24                           | 42                           | -       | -       | -       | -       |
| 2007-2008                    | Колумбус Блю-Джекетс         | НХЛ                          | 50                           | 9                            | 19                           | 28                           | -       | -       | -       | -       |
| 2007-2008                    | Вашингтон Кепіталс           | НХЛ                          | 18                           | 2                            | 11                           | 13                           | 7       | 1       | 4       | 5       |
| 2008-2009                    | Вашингтон Кепіталс           | НХЛ                          | 52                           | 11                           | 22                           | 33                           | 14      | 1       | 7       | 8       |
| 2009-2010                    | Металург (Магнітогорськ)     | КХЛ                          | 50                           | 9                            | 20                           | 29                           | 8       | 1       | 1       | 2       |
| 2010-2011                    | Металург (Магнітогорськ)     | КХЛ                          | 48                           | 7                            | 16                           | 23                           | 20      | 5       | 7       | 12      |
| 2011-2012                    | Металург (Магнітогорськ)     | КХЛ                          | 43                           | 6                            | 16                           | 22                           | 10      | 1       | 3       | 4       |
| Усього в НХЛ                 | Усього в НХЛ                 | Усього в НХЛ                 | 1248                         | 483                          | 696                          | 1179                         | 183     | 52      | 124     | 176     |
| Усього на чемпіонатах світу  | Усього на чемпіонатах світу  | Усього на чемпіонатах світу  | Усього на чемпіонатах світу  | Усього на чемпіонатах світу  | Усього на чемпіонатах світу  | Усього на чемпіонатах світу  | 29      | 15      | 12      | 27      |
| Усього на Олімпійських іграх | Усього на Олімпійських іграх | Усього на Олімпійських іграх | Усього на Олімпійських іграх | Усього на Олімпійських іграх | Усього на Олімпійських іграх | Усього на Олімпійських іграх | 12      | 3       | 7       | 10      |

## Нагороди та рекорди
- Рекордсмен НХЛ за кількістю голів забитих в овертаймі матчів регулярного сезону (15, рівний показник з Яромиром Ягром, Матсом Сундіном і Патріком Еліашем)
- 14 місце за кількістю набраних очок в плей-оф в історії НХЛ
- Перший росіянин та п'ятий європеєць, котрий набрав 1000 очок в матчах регулярного сезону НХЛ
- 5 бомбардир в історії команди Детройт Ред-Вінгс
- Приз Френка Дж. Селке — 1994, 1996
- Гарт Трофі — 1994
- Лестер Пірсон Авард — 1994
- Харламов Трофі — 2003
- Чемпіон світу 1989, 1990, 2008
- Володар кубку Стенлі 1997, 1998, 2002